# پژو ۴۰۸ (کراس‌اوور)
پژو ۴۰۸ یک کراس‌اوور تولید شده توسط خودروساز فرانسوی پژو است. این خودرو در ژوئن ۲۰۲۲ به عنوان یک خودروی سگمنت سی که در اندازه‌ای بین پژو ۳۰۸ و پژو ۳۰۰۸ قرار دارد، رونمایی شد. پلتفرم این خودرو مبتنی بر پلت‌فرم EMP2 پژو است که با نسل سوم پژو ۳۰۸ مشترک است و با پژو ۴۰۸ سدان بازار چین ارتباطی ندارد. به گفته پژو، ۴۰۸ ترکیبی از خودروهای اس‌یووی، هاچ‌بک و سدان است و به عنوان یک کراس‌اوور کوپه معرفی شده‌است.

## بررسی
توسعه این خودرو به دلیل طراحی پیچیده مدل مفهومی آن هفت سال طول کشیده‌است. این خودرو در زمان توسعه با کد پی۵۴ شناخته می‌شد. طرح این مدل از یک خودروی مفهومی داخلی که پژو روی آن کار کرده بود، الهام گرفته شده بود. ۴۰۸ با توجه به شکل بدنهٔ خود، ضریب درگ پایینی (۰٫۲۸) را در مقایسه با رقبایش به دست می‌آورد. این خودرو همچنین طراحی داشبورد مشابهی با نسل سوم پژو ۳۰۸ دارد.
به مانند پژو ۳۰۸، سه موتور مختلف برای این خودرو در دسترس است که دوتای آن موتورهای ترکیبی بنزینی پلاگین هیبرید هستند که به ترتیب ۱۸۰ اسب بخار متری (۱۷۸ اسب بخار؛ ۱۳۲ کیلووات) و ۲۲۵ اسب بخار متری (۲۲۲ اسب بخار؛ ۱۶۵ کیلووات) قدرت تولید می‌کنند. موتور سوم که موتور پایهٔ این خودرو به‌شمار می‌آید یک موتور بنزینی ۳ سیلندر ۱٫۲ لیتری است و ۱۳۰ اسب بخار متری (۱۲۸ اسب بخار؛ ۹۶ کیلووات) قدرت دارد. تمام این موتورها به همراه یک جعبه‌دندهٔ ۸ سرعتهٔ خودکار عرضه می‌شوند. تولید مدل بنزینی در اواخر سال ۲۰۲۳ متوقف خواهد شد و یک مدل هیبریدی خفیف جایگزین آن خواهد شد. همچنین مدل تمام برقی این خودرو با نام ئی-۴۰۸ نیز قرار است عرضه شود.
۴۰۸ در مولوز فرانسه و چنگدو چین تولید می‌شود. در بازار چین، این مدل با نام ۴۰۸ ایکس به فروش می‌رسد.

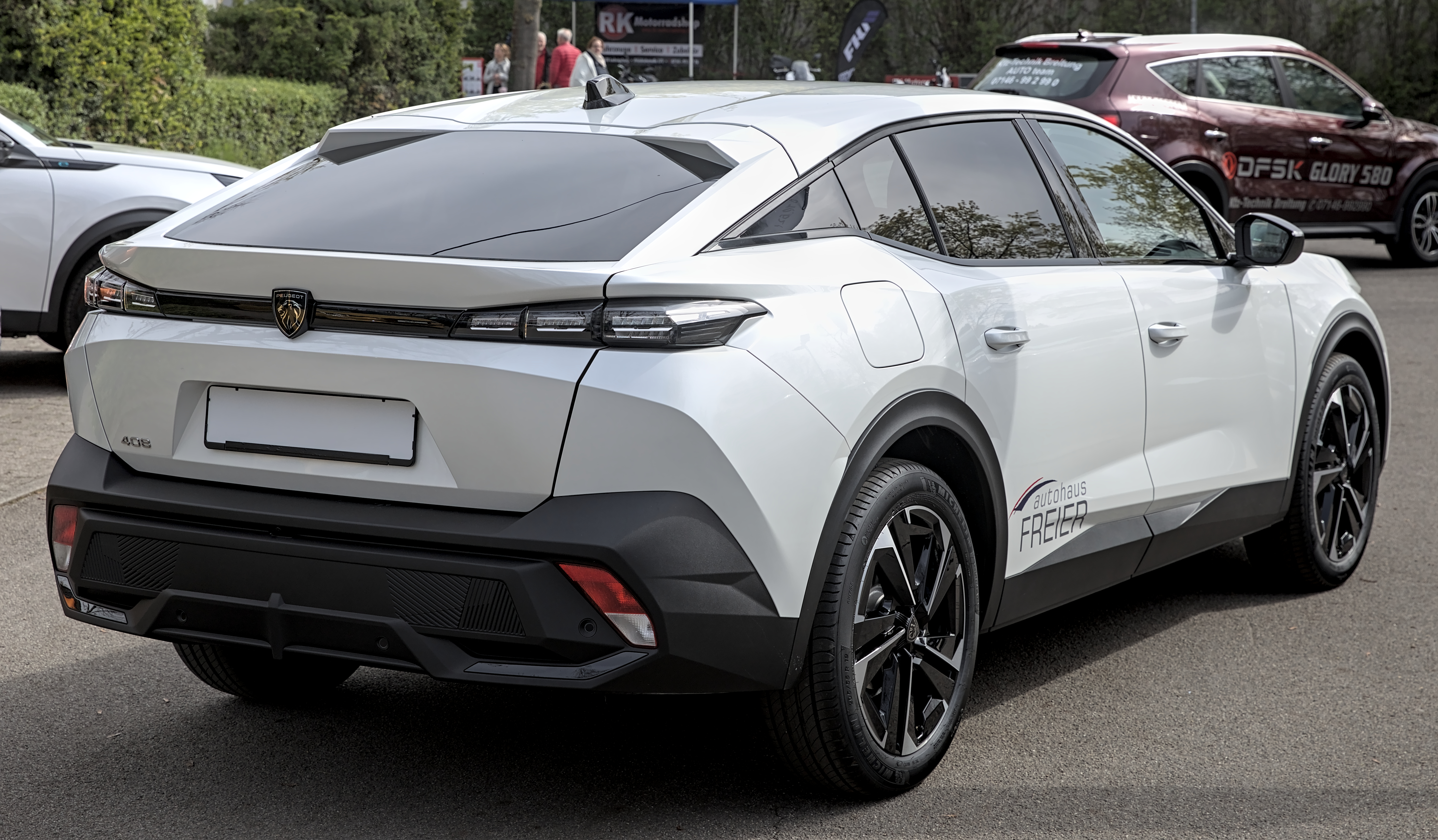
نمای عقب
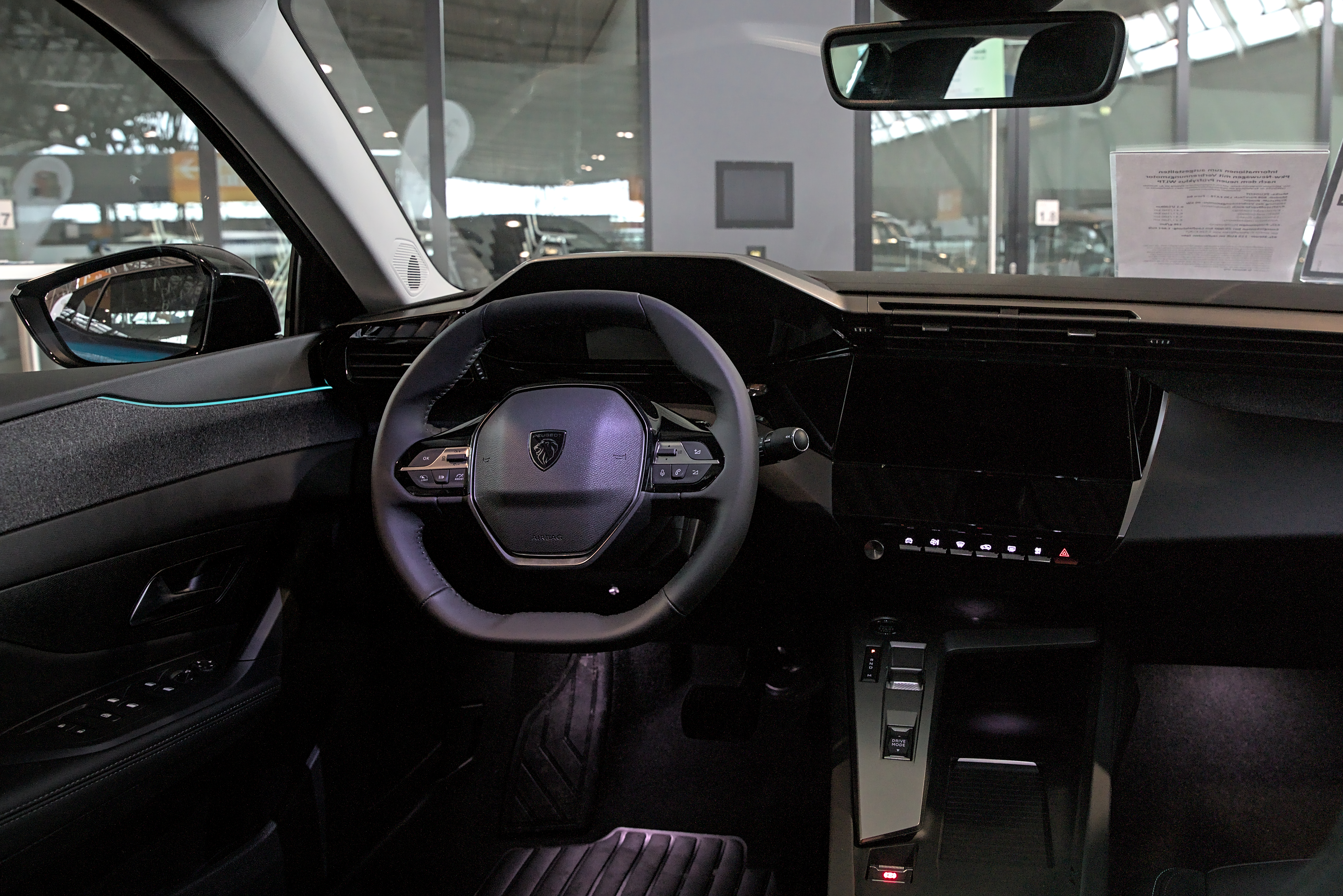
نمای داخلی